# Huslia
Huslia ist ein Ort mit dem Status einer City in der Yukon-Koyukuk Census Area in Alaska. Das U.S. Census Bureau hatte bei der Volkszählung 2020 eine Einwohnerzahl von 304 ermittelt.

## Geographie
Huslia befindet sich im Alaska Interior im zentralen Nordwesten von Alaska. Der Ort liegt am linken, östlichen Flussufer des Koyukuk River, ein Nebenfluss des Yukon River. Der Ort liegt auf einer Höhe von 47 m 410 km westnordwestlich der Stadt Fairbanks. Am Koyukuk River befindet sich flussaufwärts, 104 km ostnordöstlich von Huslia, der Ort Hughes. Flussabwärts, an der Mündung des Koyukuk River in den Yukon River, 110 km südsüdwestlich von Huslia, befindet sich Koyukuk. Huslia besitzt den Flugplatz Huslia.

## Geschichte
In den späten 1940er Jahren zogen die Koyukuk-Indianer von einem Ort namens „Cutoff Trading Post“ zu einem 6 km entfernten neuen Ort, der nach dem nahegelegenen Fluss „Huslia“ genannt wurde. 1947 wurde bei Cutoff ein Postamt eröffnet. 1952 zog dieses zu seinem neuen Platz, der höher lag, um und wurde entsprechend in Huslia umbenannt. Im Jahr 1969 erhielt Huslia den Status einer City.

## Demografie
Zum Zeitpunkt der Volkszählung im Jahre 2020 (U.S. Census 2020) hatte Huslia 304 Einwohner auf einer Landfläche von 40,88 km². Von den Einwohnern waren 13 weiß sowie 279 amerikanisch-indianischer Abstammung.
Beim Zensus im Jahr 2000 wurden 293 Einwohner gezählt, 2010 waren es 275.